# Фулиньи-Дамас, Шарлотта Юстас Софи де
Шарлотта Юстас Софи де Фулиньи-Дамас (маркиза де Гролье; фр. Charlotte Eustache Sophie de Fuligny-Damas; 21 декабря 1741, Париж, Королевство Франция — 13 сентября 1828, Эпине-сюр-Сен) — французская художница-флористка, ученица Жана-Батиста Грёза и Герарда ван Спандонка.

## Биография
Шарлотта Юстас Софи де Фулиньи-Дамас родилась 21 декабря 1741 года в Париже. Её отцом был Анри Анн де Фулиньи-Дамас (1669—1745), граф де Рошешуар, барон де Кушес, Мариньи-сюр-Уш, Обиньи, Аже и Сен-Перуз. Её матерью была Мари-Габриэль де Понс де Реннепон (1711—1778). В семье кроме неё было ещё двое детей: Антуан-Александр Сезар де Фулиньи-Дамас (1736—1802) и Жан-Батист Франсуа Габриэль де Фулиньи-Дамас (род. 1739). В возрасте четырёх лет она потеряла своего отца. Когда ей исполнилось семь лет, её отдали на попечение канонисс в аббатстве Ремирмон, где она получила классическое образование. Проявив талант к рисованию, она брала уроки в Париже у Жана-Батиста Грёза и Герарда ван Спандонка.
В 1760 году Софи де Фулиньи-Дамас вышла замуж за Пьера Луи де Гролье, маркиза де Гролье и Треффора (1730—1793), губернатора Пон-д'Эна и депутата дворянства. До развода у пары должно было родиться трое детей. Позже они жили при дворе в Версале, где маркиза де Гролье подружилась с художницей-портретисткой Элизабет Виже-Лебрен. Лебрен часто упоминала Гролье в своих дневниках, описывая её, как “всегда простую и естественную, и никогда не проявлявшую ни малейшей претенциозности, ни грамма педантизма”. Маркизу привлекли сады Версаля, и позже она создала один из своих собственных в Ленвиль-ан-Вексен.
В 1793 году Софи де Фулиньи-Дамас потеряла мужа на гильотине и была вынуждена покинуть Францию. Она отправилась в Швейцарию, затем в Германию и, наконец, в Италию. Во Флоренции её талант вскоре был признан. Скульптор Антонио Канова однажды назвал её "Рафаэлем цветов". В это время она также создала несколько мозаик. Жозеф-Мари Вьен, директор Французской академии в Риме, организовал ее возвращение во Францию. Она поселилась со своим племянником, Александром-Шарлем-Эмманюэлем де Крюссолем, в его замке в Эпине-сюр-Сен, где занималась садоводством, а также живописью. После его смерти она начала жертвовать крупные суммы на благотворительность от его имени.
В 1793 году её муж был убит гильотиной во время Великой французской революции и был вынужден покинуть Францию. Она отправилась в Швейцарию, затем в Германию и, наконец, в Италию. Во Флоренции её талант вскоре был признан. Скульптор Антонио Канова однажды назвал ее "Рафаэлем цветов". В это время она также создала несколько мозаик. Жозеф-Мари Вьен, директор Французской академии в Риме, организовал ее возвращение во Францию. Она поселилась с Александром-Шарлем-Эммануэлем де Крюссолем, которого она называла своим "племянником", хотя они не были родственниками и он был всего на год младше, в его замке в Эпине-сюр-Сен, где она занималась садоводством, а также живописью. После его смерти она начала жертвовать крупные суммы на благотворительность от его имени.
В 1823 году она убедила инженера Луи-Жоржа Мюло создать артезианский водоносный горизонт в парке замка для обеспечения чистой питьевой водой местных жителей. Работа длилась три года. В знак признания её усилий она была названа одним из членов-основателей "Общества садоводства". Вскоре после этого она умерла 13 сентября 1828 года в возрасте 86 лет в Эпине-сюр-Сен.

## Семья и дети
В браке Пьер Луи де Гролье и Маркиза де Гролье имели троих детей:
- Клодина-Александрина де Гролье (1763—1849), 28 октября 1781 года вышла замуж за Бенуа де Сале, маркиза де Сале и графа де Дуэнта (1760—1797).
- Эжен де Гролье (1765—1810), в 1797 году женился на Бонне Дезире де Шуазель-Праслен (1775—1865).

## Работы
Неизвестно, сколько работ маркизы де Гролье сохранилось до наших дней, поскольку при жизни она не выставляла и не продавала свои работы; вместо этого она подарила почти все свои работы ближайшим родственникам. Также есть некоторые свидетельства того, что она дарила произведения искусства в качестве подарков своим ближайшим окружением, включая императрицу Жозефину Богарне.
В августе 2022 года Музей искусств Метрополитен в Нью-Йорке приобрел ее картину "Натюрморт с вазой с цветами, дыней, персиками и виноградом", написанную в 1780 году, которая первоначально была завещана её дочери. Картина оставалась у её семьи, пока не была продана через галерею Канессо в Париже в 2021 году. Картина должна быть выставлена в музее в 2023 году в рамках проекта реконструкции мансардных окон.
В коллекции Музея искусств Лос-Анджелеса есть ещё одна работа, Натюрморт. День уважения Ван Спандонку, которую она приобрела в 1996 году; в настоящее время работа не выставлена на всеобщее обозрение.

## Галерея
| Натюрморт. День уважения ван Спандонку. 1780-1790 годы.               |
| Натюрморт с персиками, виноградом, дыней и вазой с цветами, 1780 год. |